# هرمان جايجر
هرمان جايجر هو طيار سويسري، ولد في 27 أكتوبر 1914 في Savièse ‏ في سويسرا، وتوفي في 26 أغسطس 1966 في سيون في سويسرا.

## وصلات خارجية
- هرمان جايجر على موقع مونزينجر (الألمانية)